# Meyers Falterfisch
Meyers Falterfisch (Chaetodon meyeri) ist eine Art aus der Familie der Falterfische.

## Merkmale
Meyers Falterfisch erreicht eine maximale Länge von 20 Zentimetern.
Der Fisch hat einen silbrigweißen, hochrückigen und seitlich abgeflachten Körper. Dieser wird von mehreren diagonalen schwarzen Bändern überzogen, die sich im hinteren Bereich der Körperseiten nach oben krümmen. Sowohl eines dieser schwarzen Bänder, das über das Auge des Fisches verläuft, als auch ein schwarzes Band, welches sich über die Schnauze zieht, sind an beiden Rändern gelb umsäumt. Auch der Flossensaum von Meyers Falterfisch ist gelb gefärbt. In der Nähe des Ansatzes der Rückenflosse befinden sich einige kleine orangefarbene Punkte; ein Teil der Rückenflosse sowie ein schmales Band auf der Schwanzflosse sind ebenfalls orange gefärbt.
- Flossenformel: Dorsale XII–XIII/23–25, Anale III/18–20[1]

## Verbreitung
Das Verbreitungsgebiet von Meyers Falterfisch erstreckt sich über weite Teile des Indo-Pazifiks: Von der ostafrikanischen Küste im Westen bis zu den Line Islands und Hawaii im Osten sowie von den japanischen Ryūkyū-Inseln im Norden bis zum Great Barrier Reef, Neukaledonien und Tonga im Süden. Östlich des eigentlichen Verbreitungsgebietes des Meyers Falterfisch wurden bereits einige Irrgäste der Fischart bei den Galapagos-Inseln und den Revillagigedo-Inseln gesichtet.

## Vorkommen und Verhalten
Meyers Falterfisch hält sich in meerseitigen Außenriffen sowie in klaren Lagunen mit üppigem Korallenbewuchs auf, wo er von 2 Metern abwärts bis in eine Tiefe von 30 Metern anzutreffen ist.
Der Fisch ernährt sich von Korallen, wobei aber vermutet wird, dass die Fische nicht das Gewebe der Korallen, sondern den von den Korallen abgesonderten Schleim fressen. Die Fische sind getrenntgeschlechtlich und eierlegend, wobei die Befruchtung außerhalb des Körpers stattfindet.  Meyers Falterfisch ist in der Regel als Einzelgänger oder paarweise anzutreffen; zumindest zur Fortpflanzungszeit bilden Meyers Falterfische Paare, die sich monogam fortpflanzen. Die Fische sind ziemlich widerstandsfähig, was sich darin widerspiegelt, dass sich ihre Population in weniger als 15 Monaten verdoppelt.

## Taxonomie und Benennung
Meyers Falterfisch wurde zuerst 1801 von den deutschen Ichthyologen Bloch und Schneider formell beschrieben, wobei als Typenfundort die indonesische Insel Ambon angegeben wurde. Die Person, die durch das Artepitheton geehrt wird, wurde von Bloch und Schneider nicht angegeben, aber das Typusexemplar des Meyers Falterfisch zählte zur Kollektion des Museo Meyeri Lugduni Batavorum in Leiden (Niederlande). Mit diesem Meyer ist eventuell Johan Frederik Meijer gemeint, der auf der Insel Ambon als Buchhalter tätig war und in den 1700er Jahren in den Niederlanden eine kleine naturhistorische Ausstellung unterhielt.

## Systematik
Meyers Falterfisch ist nah mit dem Perlen-Falterfisch und dem Orangestreifen-Falterfisch verwandt. Zusammen bilden sie die Untergattung Citaroedus, aber da dieser Name bereits für eine Gattung der Weichtiere vergeben worden war, ist er nicht gültig. Meyers Falterfisch ist wahrscheinlich eng mit der Untergattung Corallochaetodon verwandt, zu dem beispielsweise der Indische Rippen-Falterfisch gehört.

## Gefährdung
Meyers Falterfisch wird nur selten für den Aquarienhandel, manchmal jedoch von Fischern gefangen. Dies scheint keine schwerwiegenden Auswirkungen auf die Population zu haben. Die IUCN stuft  Meyers Falterfisch als nicht gefährdet ein.